# Gerard Romero Galindo
Gerard Romero Galindo (Vilanova i la Geltrú, 27 de desembre de 1985) és un periodista i president esportiu català. És conegut com a retransmissor en directe professional a Twitch i també per ser fundador i impulsor de la Kings League i de la Queens League, competicions de futbol alternatives espanyoles. Tant el seu canal de Twitch de periodisme esportiu sobre el FC Barcelona com el nom del seu club a la Kings League reben el nom de Jijantes FC.

## Trajectòria
Romero Galindo exercí com a periodista convencional repassant l'actualitat esportiva a la ràdio durant catorze anys, particularment a l'emissora catalana RAC1, fins que en fou apartat i decidí prioritzar les retransmissions pel seu compte la tardor del 2021.
En aquell moment decidí obrir un canal esportiu, Jijantes FC, a Twitch, plataforma en la qual retransmet des de llavors, diàriament, novetats sobre futbol i exclusives periodístiques en relació amb el FC Barcelona. El novembre de 2022, amb més de 870.000 seguidors a X (abans Twitter) ocupava l'11è lloc en el rànquing de periodistes i comunicadors catalans amb més seguidors en aquesta xarxa social. Les seves emissions són en castellà, per bé que hi intercala expressions i interaccions en català i hi manté les entrevistes fetes en català sense traduir-les, a banda de recursos humorístics i originals com ara la realització d'una haka per cada nou subscriptor del canal.
Esdevingué un dels nous referents de la comunicació futbolística en els nous entorns digital de la dècada del 2020, amb diverses col·laboracions amb d'altres streamers de renom com el futbolista uruguaià Luis Suárez o el locutor basc Ibai Llanos. De fet, amb Llanos i l'exfutbolista català Gerard Piqué, Romero Galindo fundà les lligues de futbol alternatiu Kings League i Queens League i hi incorporà el seu club, també anomenat Jijantes FC. Aquesta competició, amb un sistema a cavall entre el futbol 7, una alta participació de patrocinadors de renom i sorpreses diverses com la intervenció dels mateixos presidents a peu de camp, suposà una revolució del seguiment digital dels esdeveniments esportius i de les retransmissions conjuntes en l'àmbit hispanòfon.
El 2023 va guanyar dos premis Esland a la millor cobertura informativa i al clip de l'any, així com el premi FPCAT en la categoria de bones pràctiques a la trajectòria individual d'usuaris de centres de formació professional.